# چینکواپین (کارولینای شمالی)
چینکواپین (به انگلیسی: Chinquapin) یک شهر در ایالات متحده آمریکا است که در شهرستان داپلین، کارولینای شمالی واقع شده‌است. چینکواپین ۱۱٫۸۹ متر بالاتر از سطح دریا واقع شده‌است.